# Uroplatus sikorae
Uroplatus sikorae es una especie de gecko que pertenece a la familia Gekkonidae. Es endémico de Madagascar.  Su rango altitudinal oscila entre 379 y 1200 m s. n. m..